# InnoDB
InnoDB és un motor de base de dades per a MySQL el gestor de base de dades distribuït per MySQL AB. El principal avantatge respecte a altres sistemes proporcionats per MySQL és que proporciona transaccions que compleixen amb ACID (similar al que fa PostgreSQL) i també suporta claus foranes (integritat referencial declarativa).
InnoDB ha esdevingut un producte d'Oracle Corporation després de l'adquisició de Innobase Oy a l'octubre de 2005. El programari té una llicència doble: és distribuït per una llicència GPL GNU General Public License, però també pot ser llicenciat per tal d'utilitzar InnoDB amb programari propietari

## Comparació amb MyISAM
MyISAM és l'alternativa que utilitzen les bases de dades MySQL. Les principals diferències són:
1. InnoDB es recupera d'una caiguda del sistema reemplaçant els seus fitxers de log. MyISAM ha d'escannejar i reparar o reconstruir tots els índexs i taules que han estat actualitzades però no actualitzades al disc.
2. InnoDB utilitza una aproximació amb un cost fix en temps i MyISAM té un cost que creix amb la mida dels fitxers de dades. InnoDB ofereix un millor rendiment i una millor disponibilitat i seguretat a mesura que la base de dades creix.
3. MyISAM depèn del sistema operatiu per fer la cau de lectures i escriptures de files mentre que InnoDB ho fa ell mateix.
4. InnoDB emmagatzema les files físicament ordenades per la clau primària i MyISAM emmagatzema els registre en l'ordre en què són inserits. Els beneficis de velocitats són clars quan s'utilitza la clau primària. Per altra banda inserir registres en un ordre diferent al de la clau primària triga força més temps.
5. InnoDB requereix més espai de disc i més memòria RAM.